# 遥かに仰ぎ、麗しの
『遥かに仰ぎ、麗しの』（はるかにあおぎ、うるわしの）は、2006年11月24日に株式会社ウィルのブランドPULLTOPより発売された18禁恋愛アドベンチャーゲームソフトである。
主な略称としては「かにしの」、「かにぎしの」等がある。
「美少女ゲームアワード2007」大賞受賞作品である。（BGM賞、純愛系作品賞、シナリオ賞、ユーザー支持賞も受賞）
なお、初回限定版は2006年12月21日にロットアップが公式で告知され、通常版の販売に切り替えられた。

## 概要
凰華女学院分校に新任教師として赴任することとなった主人公と学院生たちとの交流を描く物語である。凰華女学院はいわゆるお嬢様学校であり、分校の学院生は本校から途中転入してきた本校組と、分校に直接入学してきた分校組に分かれ、制服や寮が両者で異なる。学院は全寮制となっており、主人公が本校系の寮と分校系の寮のどちらに入るかの選択で物語は大きく分岐する（メインヒロインの6人は本校系・分校系で3人ずつ分かれ、寮を決めた時点で、内3人は攻略できなくなる）。
本校系と分校系ではシナリオライターが違うので雰囲気がかなり違い、整合性も二の次となっている。
例えば、本校系のシナリオでは主人公以外に各ヒロインやサブキャラクターの視点でストーリーが語られるのに比べ、分校系のシナリオでは話と話の間に次回予告が挿入され、また邑那ルートの次回予告以外はほぼ全て主人公の視点で物語が展開する。

## 登場人物

### 主人公
滝沢 司（たきざわ つかさ）
本作の主人公。一人称は「僕」。
教員免許を取り、大学を卒業したものの就職先は決まっていなかったところ、恩師である猿辺教授の紹介で凰華女学院分校に赴任することとなる。カナヅチであり浮き輪が無いと泳ぐことが出来ない。軍事オタクである可能性がある。
また前述の通り、シナリオライターが異なる事での差が特に主人公に顕著なため、本校系と分校系では性格や言動が不一致な部分がある。
幼少時に実の両親に捨てられ施設で育った後、滝沢家の養子となった過去を持つ。当時は滝沢家に不信感を持ち誰にも心を開かず荒れていたが、何があっても自分を見捨てなかった養父達を次第に認めるようになる。現在では今の両親に感謝し、自分もまた彼らのようになりたいと思い教師を目指した。その反面、本当の両親を憎んでおり本校・分校両方のルートで思い出す度に怒りを露にしている。
自らの過去と照らし合わせ、問題のあるヒロインたちに対して、決して見捨てない姿勢を貫いている。

### メインヒロイン（本校系）
風祭 みやび（かざまつり みやび）
声：北都南
5月3日生まれ。学院生であり、同時に凰華女学院分校の理事長代理を務める。一人称は「あたし」。10歳ほど年上の兄と姉が1人ずつ居る。なお、みやびは背が小さい為、着ている制服は本校系の特注品である。自らが好きな事には稀有な才能を見せる。
我侭な性格ですぐ理事長の権限を行使するため、学院生達や一部の教師達からの評判はすこぶる悪い。しかし彼女としては理事長としての仕事をこなそうと一生懸命である。学院生としての時間以外はメイドのリーダと一緒にいることが多い。お嬢様らしい言動はほぼ皆無であり、それが鏡花と衝突する原因にもなっている。主人公と関わるうち、周りを見渡す余裕ができ理事長としても学院生としても上手くいくようになる。
優秀すぎる兄と姉に劣るみやび（みやび自身も有能なのだが、二人はそれ以上の実力者である）は両親に褒められたことが無かった。そのため凰華女学院分校の理事長を任された時は両親の期待に応えようと意気込むが、当の両親は政略結婚の道具に使うまで彼女を追いやっただけだった。その事をリーダは知っていたが、みやびにとってはあまりにも残酷な事実であるため、司が現れるまで誰にも打ち明けられずにいた。
鷹月 殿子（たかつき とのこ）
声：遠山枝里子
6月7日生まれ。学院生で梓乃の唯一の友人。一人称は「わたし」。大抵のことに才能を見せる天才肌。
趣味は散歩。暴走するみやびを止めることのできる数少ない存在。とある理由から授業をサボることがしばしばあり、優秀なものの成績は芳しくない。主人公と関わるうち、満たされることのなかった家族の愛を求めていくことになる。
鷹月家は伝統や格式を重んじており、家を継ぐことを求めている両親と、自由に生きることを望む殿子が対立している。両親は殿子が従順になるまで学院に押し込めるつもりでおり、そのために彼女は卒院することができない。
八乙女 梓乃（やおとめ しの）
声：佐本二厘
6月21日生まれ。内気な学院生。学院の沿革を纏める「学園史編纂委員会」に所属している。一人称は「わたくし」。
過去のイジメが原因で対人恐怖症になってしまい、小学生の頃からの友達である殿子に常に寄り添っている。そのため殿子に引きずられる形で授業をサボることも多い。自分にとって唯一の救いである殿子が主人公と近づく様を見て、発端がどうあれ能動的に主人公に関わることになる。その過程で協調性を持ち、殿子以外の友人も出来た。ダンテという名前の犬を飼っている。

### メインヒロイン（分校系）
仁礼 栖香（にれ すみか）
声：井村屋ほのか
10月29日生まれ。生真面目な優等生。一人称は「私」（わたくし）。
毎朝決まった時間に寮の窓を開けて回る几帳面な性格である。模範的な院生であろうと頑張る余りクラスメイト達にもつい口うるさくなってしまうため、あまり仲良くなれていない。特に美綺には妙にムキになって距離を取っている。また正臣（まさおみ 声：町田あみ）という弟がいる。
実家はかつては資産家で、仁礼グループとして隆盛を誇っていたが、現在では陽道グループの陰謀によって没落している。それ故に栖香は陽道を憎み、ひいてはそれが美綺との不仲の原因となっている。前の学校では先生を手伝うため残って、放課後に強姦されそうになった経験がある。そのせいでこの学園に転校して来た。その際の経緯と、栖香自身の思い込みの激しさから両親との間には深い溝が出来てしまっている。
相沢 美綺（あいざわ みさき）
声：安玖深音
4月24日生まれ。凰華ジャーナル（要するに新聞部）に所属している学院生。一人称は「アタシ」。
奔放快活で元気な性格。そのため本校系にも友達が多い反面トラブルメーカーになりがちであり、一部の教師から目を付けられている。栖香が自分の事を快く思っていないことは自覚しているが、美綺の方はそうではなく何とか親しくなろうとはしている。
風祭家に匹敵する規模の企業集団である陽道グループ中核企業「ビッグ7」のひとつである不動産会社「AIZAWA」の娘。シロという犬を実家で飼っている。
その性格ゆえに分校系だけでなく、本校系シナリオでも出番が多い。
美綺は栖香の父親の愛人との間に生まれた子供で、栖香の異母姉にあたる。美綺は栖香が生まれた直後、相沢家に養女に出された。
学院生たちの中では唯一、栖香との和解という能動的な目的で転入している。
榛葉 邑那（はしば ゆうな）
声：風華
7月14日生まれ。学院内にある温室にいることの多い、「温室の主」といえる存在の学院生。一人称は「わたし」。
紅茶を入れるのが得意で、温室に来た司や学院生によく振舞う。カップはヘレンド磁器を愛用している。
常に柔和な表情をしているが、その一方で物事を大所高所から見下ろすような態度を見せたり、謎かけのような言動を取ったりすることもある。
「ゲスト」と呼ばれる生徒の一人。「ゲスト」とは何らかの事情で学院を卒業しない（あるいはできない）生徒達のことで、名簿からは存在を抹消されており、住居も扉で隔てられた学生寮の3階であったりと特別な存在となっている。彼女たちが自らの意志で学院に留まり続ける限りは干渉しないのが暗黙の了解。
実は陽道グループの総帥である蘆部源八郎の孫で、同時に愛人でもある（しかし、源八郎の意向で処女を保ったままになっている）。理由は先立った源八郎の妻に生き写しだったためで、戸籍上はその妻の名前である「蘆部茜」となっている。またその経緯から蘆部一族の中では異端の者と扱われており、彼らの目と源八郎の手から逃れるために学院内に隔離されている。

### サブキャラクター
グラフィックがあるのは三嶋鏡花、上原奏、通販さん、リーダ、暁光一郎、志藤由、李燕玲、鹿野上渉。グラフィックのないサブキャラクター役で一色ヒカル、木葉楓、楠鈴音、茶谷やすら、まきいづみ、このかなみ、町田あみ、松園ルイが友情出演している。

#### 本校系学院生
三嶋 鏡花（みしま きょうか）
声：青山ゆかり
本校系の寮の寮長を務めている。一人称は「私」。規律を重んじるために、我侭なみやびとは衝突することが多い。
風祭グループに融資を受けた実家の人質として分校にいる。実家が倒産したときは本校理事会より退学が申し渡されたが、分校理事長代理であるみやびの機転によって免れ、その頃から互いを認めるようになった。
結城 ちとせ（ゆうき－）
声：如月葵
鏡花と仲がよい。一人称は「私」。親は美術商を営んでいる。
高藤陀 貴美子（たかとうだ きみこ）
声：一色ヒカル
おっとり上品な性格。
小曾川 千代美とは恋仲。そのため分校系シナリオで登場。

#### 分校系学院生
上原 奏（うえはら かなで）
声：木村あやか
美綺の親友。一人称は「私」。美綺から「かなっぺ」というあだ名を付けられているが、本人は認めていない。
おっとりのんびりな性格。美綺に振り回されることが多く、それ故にサブヒロインながら出番は多い。言葉の一部を二回続けて言う事が多い。暁に憧れており、その熱意は彼のために料理を必死で練習するほど。美綺と同じく凰華ジャーナルに所属するが、きっかけは美綺に巻き込まれたかららしい。
介護ロボットの研究開発を行っているベンチャー企業「LIFE SCIENCE LABO」（通称：LSL）の所長、上原 唱（うえはら となえ / 声：松園ルイ）の一人娘。事業が傾きかけていたときトラブルに巻き込まれないように学院に入れられたが、現在は既に危機を脱しており、普通に美綺との卒業を目指している。
大銀杏 弥生（おおいちょう やよい）
声：七原ことみ
頭が悪い学生としてよく挙げられている。本人も自覚している。
野原 のばら（のはら のばら）
声：茶谷やすら
いつものんびりしていてマイペースな女学生。
小曾川 智代美（こそがわ ちよみ）
声：まきいづみ
いつもぶっきらぼうな口調。小説を書くことが趣味であり、賞を取るほどの実力。
高藤陀　貴美子とは恋仲。
岡本 瑠璃阿（おかもと るりあ）
声：茶谷やすら
男と間違われてもおかしくないほどの体格がガッチリした女の子。寡黙。
神 知晶（じん ちあき）
声：一色ヒカル
いつも寝ている女学生。
三橋 香奈（みつはし かな）
声：木葉楓
真面目な良識派だが、要領が悪く貧乏くじを引きがち。朝が極端に弱い。
高松 千鳥（たかまつ ちどり）、高松 鶫（たかまつ つぐみ）
声：楠鈴音
千鳥と鶫と双子である。双方の見分けは付かず金髪でロリ体型。ほとんどの場面で、二人同時に同じセリフを発声する。またその発言内容には危ういセクハラトークや人を小馬鹿にしたものが多く、学園の問題児の例としてよく本編で挙がっている。絵に関しては非凡な才能を持っており、暁教諭から注目されている。
溝呂木 輝陽（みぞろぎ てるひ）
声：まきいづみ
消極的な性格。おどおどしていることが多い。
通販さん（つうはんさん）
声：七原ことみ
邑那の友人。
この名前はいつも通販番組を見ていることから付けられたあだ名で、本名は不明。番組を見ている途中に声をかけられるとすごく不機嫌になり、邪魔した相手を敵視する。
番組で気に入ったものは何でも買っており、学内には彼女専用の倉庫がある。美綺とは仲がよく、買ったものを試してもらうこともある。

#### 教職員
リーダ
声：天川みるく
本名はリーリア・イリーニチナ・メジューエワ。一人称は「私」。
学院のメイドを統括している。風祭家に仕える使用人の家に幼い頃引き取られた、ロシア人の孤児。みやび付きのメイドでもあり、暴走するみやびの歯止め役でもある。10年ほどみやびに仕えている。
工藤さん
声：このかなみ
メイド隊を率いる係長さん。役職の正式名称は「風祭家御側御用室、庶務係長」。司に好感を持っている。
暁 光一郎（あかつき こういちろう）
声：上州トム
司の同僚となる先輩教師。司に色々とアドバイスしてくれる頼もしい存在だが、その度に最低一回は司をからかうため司にはシリアスアレルギーではないかと疑われたことがある。学院の備品である1個30万の値打ちがある湯呑み茶碗でお手玉ができる。
愛車は戦前に作られたヨーロッパメーカー製で、おじいさんのおさがりである。名前は「ぬおーん・らりぱっぱ1100」。
志藤 由（しどう ゆう）
声：韮井叶
司の同僚となる新人教師。志藤グループの跡取息子。大学卒業後に家業を継ぐはずだったが、国立大学と海外の大学を短期間で卒業し、与えられた猶予期間で夢である教員の職についた。海外の大学卒業後、夏休み中より赴任したため、司を「先輩」と呼んでいる。司より年下。
どんなことでも簡単にこなしてしまう万能タイプだが、そのために周りとは距離を置き、平凡を装っていた。司から「才能の上に胡坐を掻いて座っているだけ」と言われ、以後は様々なことにチャレンジし、才能を見せている。
みやびの政略結婚の相手となる婚約者。
坂水（さかみず）先生
声：事務台車
生活指導主任担当の教師。教師達の中で最古参だが、それ故に下の者には尊大に振る舞い上の者には媚びるので生徒からの評判は悪い。
殆どのルートで、最終的には学院生やメイドに手を出す（未遂に終わる）等の問題を起こし追放処分を受ける。また、梓乃ルートでは彼女を強姦しようと夏休み、バレンタインと2度に渡って手を出すが、ダンテの活躍と司によって失敗する。
長谷川（はせがわ）先生
司の同僚となる教師。温厚な教師で司や暁と並んで人気がある。そんな彼に人望が集まり、坂水が受け持っていた生活主任担当の座を受け継いだ。

#### 学院生の関係者
李 燕玲（リー･イェンレイ）
声：如月葵
面会日に榛葉邑那の元へ訪れてくる中国系の女性。陽動グループビッグ7である広報通信業界最大手、電広の副社長。 仁礼グループ没落の黒幕であると、栖香からは嫌われている。コーヒー党。
事実として、仁礼を含むライバル企業を法律違反寸前の手段でいくつも壊滅させてきた経歴を持つ。情緒を解さず冷淡な言動をとるが、邑那は彼女を深く信頼している。一方で私生活はずさんなものであるらしい。
鹿野上 渉（かのうえ わたる）
声：本多啓吾
陽動グループビッグ7である陽道商事に勤めている。榛葉邑那とは母違いの兄。気弱な口調で話し、人の良さそうな言動から他人に警戒心を抱かせない。陽道グループの強引な手法にはひそかに反発している。
その複雑な生い立ちから陽道グループの創始者一族、特に蘆部源八郎にただならぬ憎悪を抱いており、グループの破壊を目論んでいる。実際は有能かつ強引な男であり、押しの弱そうな態度は演技である（燕玲からは「感情が壊れている」と評されている）その一方では、仁礼グループ没落後の栖香に対して親切に振る舞い、兄のように思われている。
ダンテ
声：松園ルイ
梓乃の飼い犬。学園の中で生活し、みやびや司にもよく懐いている。名前が明らかになる前は、司に「ゴンザレス」と呼ばれていた。食べ物ならある程度の言葉を理解している。普段は食いしん坊の仔犬だが、梓乃のピンチには敏感で、司が彼女を助けるきっかけを何度となくもたらしてきた。
シロ
声：まきいづみ
美綺の実家で飼われている犬。ダンテに比べこちらは駄犬。面会日には相沢親子、ボディガードのワンボと一緒に来る。

## 作品内の財閥
お嬢様学校を題材していることもあってゲーム内ではありとあらゆる財閥が登場し、また単純に存在しているだけではなく曰く付きだったり財閥同士で対立したりする深い事情も多く確認される。
陽道グループ
蘆部源八郎が創始者。敗戦後に謎の資金を使い風祭に匹敵するほどに。ビッグ7と呼ばれる7つの大規模な会社を纏めている。ビッグ7には相沢夫妻が経営するAIZAWA、李 燕玲が副社長を務める広報通信業界の電広 、鹿野上 渉が属する陽道商事、他にソルTV等がある。蘆部源八郎の血族を俗に、「蘆部一族」と呼ぶ。
風祭グループ
凰華女学院を創設したグループ。規模、資産、経済力なら国内トップクラス。いわゆる戦後の成り上がりの陽道グループとは違い、風祭は伝統の面もあり江戸時代から続く。
志藤グループ
軍需のシェアの大半を握る強大なグループ。軍需だけではなく他の業界でも大きな力があるコングロマリットである。現在では風祭と友好な関係ではあるが昔はそうでもなかった。
鷹月家
長い伝統と高い格式により政界への影響力が大きいため風祭も迂闊に手を出せないほど。鷹月家の歴史は長く1000年(平安時代から)も続いている。風祭が江戸初期から伝統だったとしても400年程度の歴史である。
八乙女家
明治時代からの旧華族。大手の総合結社を纏める八乙女エンタープライズの一族。
AIZAWA
相沢美崎の両親が取り仕切る不動産会社グループの名称。元は仁礼グループの末端（相沢不動産）であったが、とある事件により陽道グループに鞍替えしビッグ7までに上り詰める。
仁礼グループ
いわゆる旧家。お公家上がりの元華族。戦前に荒稼ぎをして、仁礼財閥と呼ばれるほどになったものの、10年前の事件を発端にグループが崩壊してしまう。
三嶋家
風祭や陽道には劣るが、それでもそこそこの規模をもったグループを統括している一族。経営状況はあまり良くはない。
デウスガーデン
アミューズメントパークといえば遊園地、 ジ・アミューズメントパークといえばデウスガーデンと言われるほどの世界一の遊園地。東京都の二倍の面積がある。ありとあらゆる財閥が、ひしめき合っている珍しい場所でもある。仁礼グループの遊園地を買収し、園内にその遊具施設を配置している区画もある。テーマパークだけでありながら、その施設の巨大さ故に財閥としては極めて力が大きい。
UFE
The United of Far Eastの略。通称、極東連合。アジア地域のIT企業の連合体。規模的にデウスガーデンに匹敵する。

## スタッフ
- ディレクター：朝妻ユタカ
- プロデューサー：椎原旬
- シナリオ：丸谷秀人（分校系）/健速（本校系）
- 原画：藤原々々
- SD原画：仁之丞
- BGM：ファクトリーノイズ&AG
- 主題歌：ツーファイブ

## 主題歌
オープニングテーマ「風のRhythm」
作詞：ドンマッコウ / 作曲・編曲：石井裕樹 / 歌：ゆうか
エンディングテーマ「with a smile」
作詞：ドンマッコウ / 作曲・編曲：石井裕樹 / 歌：ゆうか
凰華女学院 学院歌「遥かに仰ぎ、麗しの」
作詞：戸谷秀厳 / 作曲・編曲：石井裕樹 / 歌：凰華女学院 声楽隊
- レコーディングスタジオ：TWOFIVE STUDIO
- ディレクター：堀口比呂志（TWOFIVE）

## 書籍・CD等
ミニミニガイドブック
本作発売1週間前の2006年11月17日に有限会社ピークスより出版された。
キャラクター紹介と制服設定&イベントラフ ミニミニギャラリーを収録しており、「壁紙・デモムービー・体験版・主題歌」を収録したCD-ROMが付属している。
ビジュアルファンブック
2007年4月25日に有限会社一迅社より出版された。
藤原々々の描き下ろしイラストを収録、他 スタッフインタビューや設定資料などを収録、さらにカバーを外すと立ち絵のなかったキャラのラフが掲載されている。
特別付録として健速＆丸谷秀人がそれぞれ書き下ろしした2本立てドラマCDが付属。
『遥かに仰ぎ、麗しの』（小説 ※18禁）
2007年6月1日にハーヴェスト出版より出版された。原作PULLTOP、著者岡田留奈、挿画ハーヴェスト出版。
仁礼栖香編を小説化。
『遥かに仰ぎ、麗しの《番外編》』（小説 ※18禁）
2007年7月1日にハーヴェスト出版より出版された。原作PULLTOP、著者岡田留奈。挿画にの子。
風祭みやびとリーダその後編、鷹月殿子とのデート編、三嶋鏡花編、分校サブキャラクター編、メインヒロイン6人総登場編、と本編では語られない創作短編5本を収録。

## その他
応援バナーキャンペーン
発売の約2か月半前の2006年9月15日から行われている。現在はバナーの公開のみ。
自分のサイトに公式指定のタグを設置することで、『遥かに仰ぎ、麗しの』ファンとして無償での販促応援を行うものであった。バナーには固定のものとアクセスするたびに画像が変わるものがあり、複数サイズが用意されていた。
今回は12月1日までにバナーを設置し、公式サイトで応募した者に対し「『凰華女学院』ご入学セット」というデジタルコンテンツが期間限定（2007年1月31日まで）で提供された。
みやびちゃんぷりちー!ボタン
発売の約2ヶ月前の2006年9月29日より、発売日の2006年11月24日まで公式サイトトップページ及び作品ページトップに設置された。（どちらも同じ物である）
クリックすると専用カウンターが回り、「みやびちゃんぷりちー!」というボイスが再生されるというものである。
カウント数は最終的に「270万1902ぷりちー」（ぷりちーは単位）を記録し、終了後はサービスボイスがダウンロード出来るようになっている。
みやびとリーダの教えて人生相談!（開始当初は「おしえてみやび理事長（代理）」）
2006年5月19日に、理事長挨拶として風祭みやびが校内放送を通じ、学院生へ「ありがたいお言葉」を伝える企画として始まった。（全5回+夏コミ特別篇1回）
しかし風祭みやび曰く「ここはあたしがお前達を好き勝手に弄ぶコーナーだ。」とのことであり、1回目は単独で放送している。（2回目の放送にて影でリーダが出演している。これは放送当時リーダのグラフィックが未発表だった為である。）
2回目の中盤にて「おしえてみやび理事長（代理）」についての説明があり、専用投稿フォームが設置された。この専用投稿フォームを使用することにより発売日の2006年11月24日まで相談メールを送る事が出来た。（公式ページでは4回目より「みやびとリーダの教えて人生相談!」に名称が変更されている。）
なお、投稿された相談メールは数通ほど放送時に採用されたほか、「焼き芋にしておいしく…… 大切に保管させて頂いております」となっている。
またコミックマーケット70に於いてpropellerと合同で無料配布されたCD-ROM「凰華女学院 ご入学の手引き/『はるはろ!』私立桃夭学園体験入学ディスク」には理事長挨拶として「みやびとリーダの教えて人生相談!出張版」があり、1回目から3回目の音声版に加え、夏コミ特別篇（音声版）が収録されていた。
キャラクター人気投票「ミス凰華コンテスト」
発売約2ヶ月半後の2007年2月2日21:00より2007年2月16日21:00までの2週間、公式サイトにて開催された。
投票にはゲーム同梱のシリアルコードが必要で、1コードにつき1日1票投票可能であった。
またバレンタインデー当日にのみバレンタインデー専用のコメントとアイコンがランダムで表示された。
出場者はメインヒロインと主要サブキャラクターの12名で、結果は以下の通り。
- 第1位 - 鷹月 殿子 4,102票（コメント数 1,876件）
- 第2位 - 風祭 みやび 4,087票（コメント数 2,371件）
- 第3位 - 仁礼 栖香 1,780票（コメント数 881件）
- 第4位 - 八乙女 梓乃 1,423票（コメント数 869件）
- 第5位 - リーダ 1,171票（コメント数 573件）
- 第6位 - 相沢 美綺 928票（コメント数 525件）
- 第7位 - 三嶋 鏡花 692票（コメント数 356件）
- 第8位 - 榛葉 邑那 342票（コメント数 200件）
- 第9位 - 通販さん 268票（コメント数 151件）
- 第10位 - 上原 奏 233票（コメント数 106件）
- 第11位 - 暁 光一郎 72票（コメント数 62件）
- 第12位 - 李 燕玲 64票（コメント数 27件）

ともしびのうた～Vocal ver～
発売の一周年を記念して2007年11月24日に、ゲーム中に流れるBGMである「ともしびのうた」のボーカルヴァージョンを公開した。同じページに歌詞とイメージイラストも同時に公開されている。
ゆのかにベルスターズ
しろくまベルスターズXmas Boxに、プレゼントディスク「ゆのかにベルスターズ」が添付された。「ゆのはな」と「遥かに仰ぎ、麗しの」のキャラクターたちが登場するアナザーストーリーで、前半はしろくまベルスターズが凰華女学院分校にサンタとして慰問するというもの。滝沢司が学院に配属されてから2回目のクリスマスという設定だが、卒業予定のキャラクターが残留しているなど本編とは微妙に異なる。